# Wissensdatenbank
| QS-Informatik | Dieser Artikel wurde wegen inhaltlicher Mängel auf der Qualitätssicherungsseite der Redaktion Informatik eingetragen. Dies geschieht, um die Qualität der Artikel aus dem Themengebiet Informatik auf ein akzeptables Niveau zu bringen. Hilf mit, die inhaltlichen Mängel dieses Artikels zu beseitigen, und beteilige dich an der Diskussion! (+) |

Eine Wissensdatenbank oder Wissensbasis (englisch knowledge base) ist eine spezielle Datenbank für das Hinterlegen von Wissen.
Wissensdatenbank ist dabei im deutschen Sprachgebrauch ein nicht definierter Begriff, der meistens im Zusammenhang mit Wissensmanagement verwendet wird und eine Sammlung expliziten Wissens in meist schriftlicher Form darstellt.
Der Begriff Wissensbasis wird für das formale, maschinell interpretierbare Wissen in wissensbasierten Systemen genutzt. Im Englischen wird stets von Knowledge Base gesprochen.
Oft sind es Organisationen, die in einer Wissensdatenbank ihre Ideen, Problemlösungen, Artikel, Prozesse, White Papers, Benutzerhandbücher und das Qualitätsmanagementhandbuch für alle Berechtigten verfügbar machen. Eine Wissensdatenbank bedarf einer sorgfältig strukturierten Klassifizierung, einer Formatierung des Inhalts und benutzerfreundlicher Suchfunktionalität (siehe Taxonomie; Ontologie (Informatik)).
Wissensdatenbanken im Sinne von gesammelten Dokumenten dienen dazu, Wissen personen-, zeit- und raumunabhängig bereitzustellen. Entsprechend finden sie auch im Privatleben Einsatz, z. B. in privaten Gruppen mit gleichen Interessen (Haustiere, Pflanzen, Hobbys).
In Unternehmen finden sie hauptsächlich Einsatz:
- im Self-Service, um Kunden und Anwendern den Anruf im Servicecenter ersparen zu können,
- im Service, um eine einheitliche Auskunftsqualität sicherstellen zu können[5],
- im Vertrieb und Marketing, um einheitliche Aussagen Kunden gegenüber sicherstellen zu können,
- in Produktion, Entwicklung und Forschung, um einheitliche Standards zu gewährleisten und auf bereits gemachte Erfahrungen zugreifen zu können.

Grundsätzlich ist es schwierig, zwischen Dokumentensammlungen und Wissensdatenbanken einen Trennstrich zu ziehen. Dementsprechend findet eine wissenschaftliche Bearbeitung der Wissensdatenbanken im Speziellen nicht oder kaum statt, sondern ist im Allgemeinen im Bereich „Wissensmanagement“ wiederzufinden.
Ein Expertensystem könnte bsw. eine technische Supportfunktion sein, wobei die Wissensdatenbank eine durchsuchbare Sammlung von Fragen und Antworten darstellt. Andere Beispiele sind Systeme zur Unterstützung medizinischer Diagnosen oder zur Analyse wissenschaftlicher Daten.

## Entstehung
Die grundsätzliche Anforderung einer Wissenshinterlegung und Bereitstellung wurde spätestens mit Aufkommen des Begriffs Wissensmanagement allgemein gesehen. Mit dem Begriff „Wissensdatenbank“ ist im Deutschen spätestens seit der Mitte der 1990er Jahre eine elektronische Dokumentensammlung gemeint. Darunter fallen z. B. Wissensdatenbanken von Herstellern auf ihrer Webseite zu ihren Produkten, zu Spielen oder auch zu Hobbys und Haustieren. Mit dem Aufkommen einfacher intra-/internetbasierter Textdatenbanken (Groupware, Wikis, Intranet- und Internet-Techniken) wurde die Erstellung von Wissensdatenbanken stark vereinfacht.
Das Aufkommen semantischer Technologien erweiterte die grundsätzlichen Möglichkeiten. Entsprechend wurden hier verschiedene Technologien entwickelt, z. B. im Rahmen des Semantic Web.
Für spezielle Themenbereiche werden auch Sonderformen von Wissensdatenbanken eingesetzt, z. B. in der Chemie (Strukturdatenbanken) oder in der Konstruktion (Konstruktionsdatenbanken). Diese basieren themenabhängig auf speziellen Suchverfahren und Wissensobjekten.

## Hauptaufgaben
Die Hauptaufgabe einer Wissensdatenbank besteht darin, dass sie Menschen dabei hilft,
- Wissen für andere Personen zur Verfügung zu stellen,
- Ressourcen schnell zu finden,
- Informationen aller Art zu sammeln, zu kommentieren, zu verknüpfen und zu verwerten,
- Information selektiv darzustellen (Vermeidung von Überhäufung mit nicht erwünschten Streuinformationen),
- Informationen möglichst exakt (dem natürlichen Sachverhalt entsprechend), selbsterklärend (d. h. geometrisch im 3D-Bild) und ebenso stringent (d. h. durch Formeln) darzustellen.

## Funktionen

### Bearbeitung
Die Bearbeitung der Wissensdatenbank (Knowledge Base Editing) schließt die Beschaffung, Verifizierung, Organisation und Präsentation der Informationen in einer Wissensdatenbank mit ein.
Die Aufgabe des Bearbeiters beginnt nicht mit dem Inhalt, sondern mit den Benutzern und deren unternehmensbezogenen Aufgaben. Die Absicht besteht darin, dass mehrere Bearbeiter (engl. Editors) ein fundiertes Verständnis der Benutzeraufgaben im Unternehmenskontext erlangen. So ist ein effizienter Umgang mit Prozessen der Print-, Web- und Datenbankveröffentlichung notwendig.

### Veröffentlichung
Das Veröffentlichen der Wissensdatenbanken (Knowledge Base Publishing) ist eine Vorgehensweise, die sich mit dem Erschaffen, Erhalten, Integrieren und dem funktionellen Einsatz der Wissensdatenbank beschäftigt. Die Umsetzung wird durch Programme und Techniken aus diversen Bereichen realisiert (z. B. Informatik, Wissensmanagement, Journalismus, Public Relations, Businessmanagement, Lebenslanges Lernen usw.).
Der Veröffentlichungsprozess, der meist der Veröffentlichung einer Website ähnelt – ist dabei stark in den Workflow integriert. Die Bewahrung der Benutzerfreundlichkeit ist ein wichtiger Aspekt des Integrationsprozesses. So sind z. B. folgende Funktionen zu beachten:
- eine Suchmaschine in das System integrieren
- einen A–Z-Index hinzufügen
- verwandte Dokumente und Beziehungen aufzeigen.

### Navigation und Suche
Veröffentlichte Inhalte müssen für Anwender einfach auffindbar sein. Entsprechend ist die Suche und Navigation eine der wesentlichen Funktionen einer Wissensdatenbank.
Navigation bedeutet dabei, dass Inhalte in hierarchische Kategorien untergegliedert aufbereitet sind, so dass Anwender die für sie wichtigen Inhalte durch hierarchische Navigation einfach finden können.
An die Suche werden hohe Anforderungen gestellt, da die Anwender oft nicht genau wissen, welche Suchbegriffe sie für eine Suche verwenden sollen. Ein wichtiger Ansatz ist daher oftmals eine semantische Erweiterung der Suche oder eine semantisch strukturierte / ausgezeichnete Hinterlegung der Daten, die über eine reine Textsammlung hinausgeht. Ein bekanntes Beispiel im deutschen Sprachraum ist der Leistungskatalog LeiKa der Öffentlichen Verwaltung als Basis für die Suche im 115-Service (siehe LeiKa: Der Leistungskatalog LeiKa als Basis für die Suche im 115-Service).

## Benutzerrollen
Je nach Umfang und Komplexität einer Wissensdatenbank wird diese von mehreren Bearbeitern gepflegt, denen entsprechend ihrem Aufgabengebiet verschiedene Rollen zugeordnet sind. Eine generelle Rollentrennung besteht nicht, vielmehr variiert die jeweilige Implementierung je nach Einsatzzweck und dem System, das meist vom Betreiber an die eigenen Bedürfnisse angepasst werden kann. Oft werden mehrere Rollen von derselben Person übernommen bzw. eine Rolle von mehreren Personen.
Die folgenden Rollen sind typisch für eine Wissensdatenbank:

### Antragsteller
Diese Rolle ist für das Funktionieren einer Wissensdatenbank zwingend erforderlich.
Neue Inhalte werden vom Antragsteller (engl. Requestor) angefordert. Dies kann im Rahmen eines Geschäftsprozesses geschehen oder nach Bedarf, z. B. wenn ein Mitarbeiter des Kundendiensts eine neue Lösung erarbeitet hat, die in der Wissensdatenbank noch nicht enthalten ist. In dieser Phase ist meist nur der abstrakte Inhalt relevant, nicht jedoch die stilistische Ausarbeitung, da primär eine Bedarfserfassung erfolgt. Als „Antragsteller“ wird auch bezeichnet, wer Änderungen zu bestehenden Inhalten anfordert.

### Inhaltsverwalter (administrativ)
Diese Rolle ist für das Funktionieren einer Wissensdatenbank zwingend erforderlich. In einigen Fällen gehen Teilaspekte dieser Rolle mit der Rolle des Autors bzw. Rezensenten einher.
Die Verantwortung für die intellektuelle Infrastruktur einer Wissensdatenbank wird vom Inhaltsverwalter (engl. Content Manager, auch Editor-in-Chief) getragen. Dies betrifft insbesondere die Wahrnehmung oder Delegation folgender Aufgaben:
- Bewertung von Eignung und Relevanz der Einträge
- Recherchen, um Dubletten zu vermeiden
- Genehmigung und Freischaltung von Einträgen.

### Autor
Diese Rolle ist zwingend erforderlich. Sie geht in einigen Fällen mit der Rolle des Antragstellers einher.
Die Ausarbeitung des Inhalts wird vom Autor durchgeführt.

### Rezensent
Diese Rolle dient der Qualitätssicherung, ist für das Funktionieren einer Wissensdatenbank nicht zwingend erforderlich, empfiehlt sich jedoch oft aufgrund des Vier-Augen-Prinzips.
Nach der Ausarbeitung des Inhalts wird dieser vom Rezensenten (engl. Reviewer, auch Editor) auf Einhaltung stilistischer, struktureller, terminologischer und ggf. anderer Vorgaben sowie Rechtschreibung, Grammatik und ggf. technische Richtigkeit hin überprüft und bei Bedarf korrigiert. In einigen Fällen ist diese Rolle aufgeteilt in einen technischen und einen nichttechnischen Teil. Danach erfolgt die Freischaltung bzw. Veröffentlichung (engl. publishing) durch den Inhaltsverwalter.

### Taxonom (Administrativ)
Diese Rolle dient der Qualitätssicherung, ist für das Funktionieren einer Wissensdatenbank zwar nicht zwingend erforderlich, stellt aber nachhaltig die Benutzbarkeit bzw. Wartungsfreundlichkeit sowie die Akzeptanz durch Benutzer sicher. Sie geht in einigen Fällen mit der Rolle des Inhaltsverwalters einher.
Die Festlegung von Normen, welche die Konsistenz der Inhalte zum Zweck haben, erfolgt durch den Taxonom (engl. Taxonomist). Dies umfasst insbesondere folgende Aufgaben:
- Setzen lokaler Standards für die Begriffskontrolle und -zusammensetzung (Terminologie),
- Definieren eines Thesaurus, der u. a. spezifische Schlüsselwörter enthält,
- standardisierte Namen für Unternehmensabteilungen, -produkte und geographische Standorte.

### Betreiber (Administrativ)
Diese Rolle ist für das Funktionieren einer Wissensdatenbank zwingend erforderlich.
Die Verantwortung für die technische Infrastruktur einer Wissensdatenbank wird vom Betreiber getragen. Dies betrifft insbesondere die Wahrnehmung oder Delegation folgender Aufgaben:
- Planung zur Einführung der Wissensdatenbank,
- Erwerben, Lizenzieren oder Erteilen zusätzlicher Informationsprodukte und Dienstleistungen,
- Analysieren der Effektivität der Wissensdatenbank,
- Koordination der Benutzeroberfläche der Wissensdatenbank (meist in Kooperation mit Inhabern der betroffenen Rollen),
- Entwicklung eines Organisationsschemas für die Informationen unter Berücksichtigung der Interessen aller Beteiligten,
- Organisation von Veranstaltungen zum Thema Informationsbereitstellung bzw. Wissensmanagement,
- Entwicklung neuer Ansätze, z. B. zur Gewinnerzielung,
- Organisation von Training für Bearbeiter.

## Beispiele

### Datenbanken
- Web of Science
- Protein Data Bank
- NASA Exoplanet Archive
- ChemSpider
- Cochrane Library

### Software
- MediaWiki
- DokuWiki
- PhpBB
- XWiki